# Barnas Sears

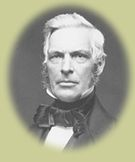
Barnas Sears

Barnas Sears (* 19. November 1802 in Sandisfield, Massachusetts; † 6. Juli 1880 in Saratoga, New York) war ein baptistischer Theologe, der in den USA und in Deutschland gelehrt hat. Unter seiner Leitung konstituierte sich 1834 die erste deutsche Baptistengemeinde, die zur Keimzelle der meisten kontinentaleuropäischen Baptistenbünde wurde.

## Leben

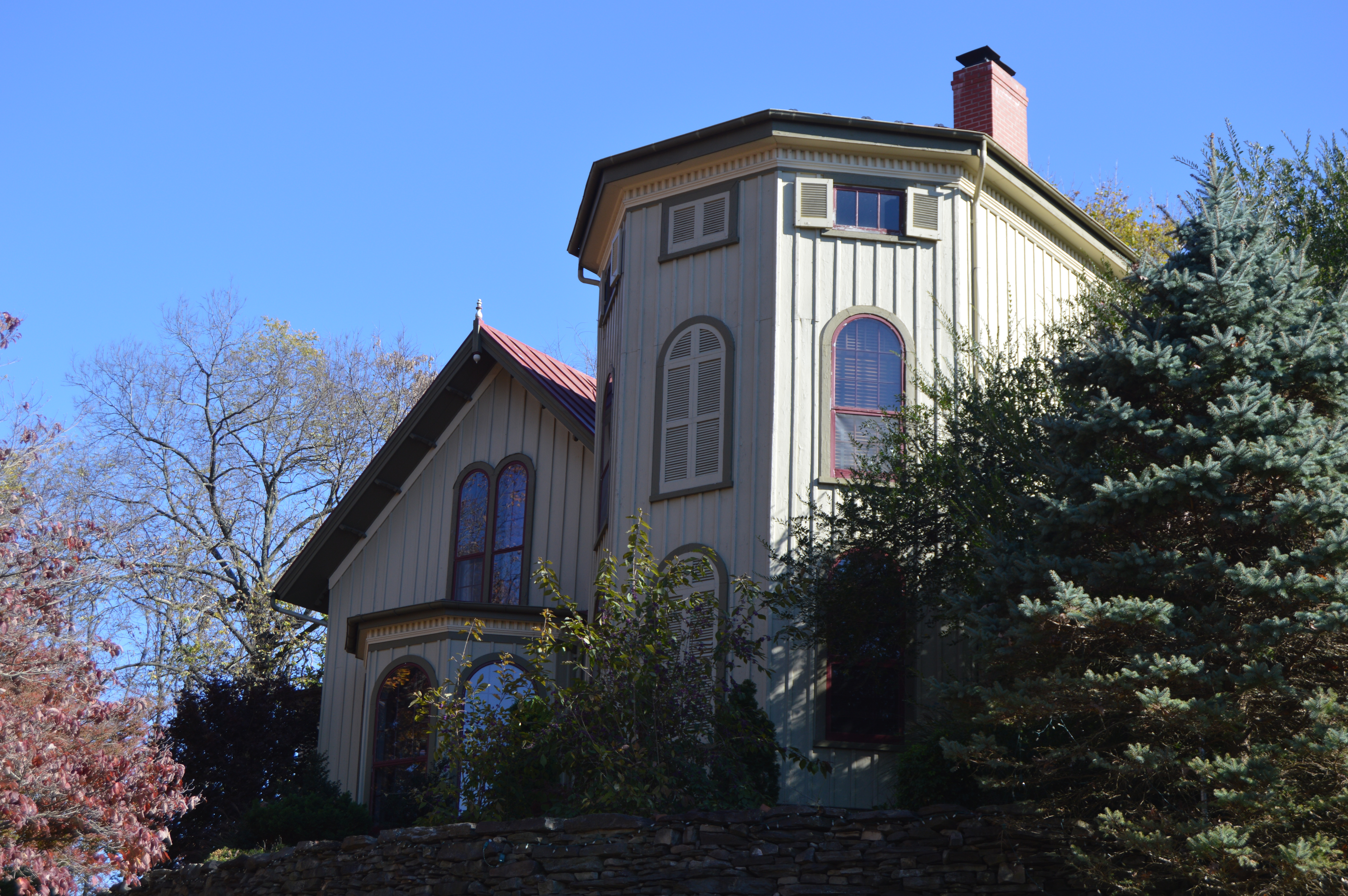
Haus der Familie Sears in Staunton (Virginia, USA)

Barnas Sears erhielt seine theologische Ausbildung an der Brown University (Providence/Rhode Island) und am Newton Theological Institute. Nach einer Zeit als Gemeindepastor habilitierte er sich in Hamilton als Professor für Linguistik. Gastprofessuren führten ihn 1834 nach Frankreich und Deutschland. Hier lehrte an der Universität Halle.
In dieser Zeit fand Sears durch Vermittlung auch Kontakt zu dem Hamburger Kreis, der sich um den aus Varel stammenden Kaufmann Johann Gerhard Oncken gebildet hatte. Am 22. April 1834 taufte Barnas Sears Oncken und sechs weitere Mitglieder seines Kreises. Schließlich konstituierte sich unter seinem Vorsitz die erste deutsche Baptistengemeinde, die zur Keimzelle des kontinentaleuropäischen Baptismus wurde. In Erinnerung an dieses Ereignis gab Oncken seinem Sohn William den Beinamen Sears.
In die Vereinigten Staaten zurückgekehrt, wurde Sears 1836 als Theologieprofessor an das Newton Theological Institute berufen und war kurze Zeit später bis 1848 auch dessen Rektor. Danach wirkte er im Bildungswesen des Staates Massachusetts, bis ihn die Brown University 1855 zu ihrem 5. Präsidenten und Professor für Ethik berief. 1866 wurde er in die American Academy of Arts and Sciences gewählt.
Von 1874 bis 1877 war Barnas Sears auch Präsident der American Baptist Missionary Union und unterstützte in dieser Funktion vor allem den Gemeindeaufbau der deutschen und europäischen Baptisten.

## Werke (Auswahl)
- The Life of Luther; with Special Reference to its Earlier Periods and the Opening Scenes of the Reformation, Philadelphia 1850
- Objections to public schools considered: remarks at the annual meeting of the trustees of the Peabody education fund,  Boston 1875